# Dióscoro II de Alexandria
Dióscoro II de Alexandria, dito o Jovem, (m. 511 ou 517) foi um papa copta e um Patriarca de Alexandria de 511 ou 516 até a sua morte, um ano depois. Assim como seus antecessores, era um miafisista.
Assim que assumiu a Igreja de Alexandria, Dióscoro escreveu para o grande defensor do miafisismo em Antioquia, Severo de Antioquia, reafirmando a sua interpretação sobre as naturezas (divina e humana) de Jesus Cristo. Ele afirmou que o Verbo de Deus foi encarnado em um corpo humano perfeito em tudo e unido com ele e se tornou um Filho, um Cristo, um Deus, em unidade inseparável, e que a Trindade é uma antes e que nenhuma adição se deu n'Ele pela encarnação.